# Euphorbia oblongifolia
Euphorbia oblongifolia är en törelväxtart som först beskrevs av Karl Heinrich Koch, och fick sitt nu gällande namn av Karl Heinrich Koch. Euphorbia oblongifolia ingår i släktet törlar, och familjen törelväxter. Inga underarter finns listade i Catalogue of Life.